# Mystery Science Theater 3000
Mystery Science Theater 3000 (pogosto okrajšano kot MST3K ali MST 3000) je kultna ameriška televizijska serija ustvarjalca Joela Hodgsona, ki je bila predvajana med leti 1988 ter 1999 v produkciji Best Brains, Inc.
Komična serija govori o moškem, ki ga je ugrabil zlobni znanstvenik in zaprl na satelit za poskuse. Želi namreč zavladati svetu, kar namerava doseči tako, da bo zlomil duha vseh ljudi s predvajanjem zares slabih filmov. Glavni junak je poskusni zajček, ki je prisiljen gledati stare nizkoproračunske filme, predvsem znanstvenofantastične, fantazijske in grozljive. Da bi ohranil zdravo pamet si zgradi nekaj inteligentnih robotov za družbo, skupaj s katerimi se nato norčujejo iz filmov. V vsaki epizodi serije je prikazan en cel film, prek katerega je na dnu predvajana silhueta moškega in dveh robotov, ki sedijo v vrsti stolov (kot v kinu) in sproti zbijajo šale na račun posameznih prizorov. Med pavzami uprizarjajo skeče, govorijo s svojim ugrabiteljem preko video povezave, odgovarjajo na pošto oboževalcev ipd.
Hodgson je prvih pet in pol sezon sam igral ugrabljenca, Joela Robinsona. Po njegovem odhodu leta 1993 ga je nadomestil glavni scenarist Michael J. Nelson v vlogi nove žrtve, Mikea Nelsona. Serija je bila na sporedu enajst let. V desetih sezonah so ustvarili 198 epizod vključno z enim celovečercem ter dosegli kulten status med gledalci. Serija je prejela Peabodyjevo nagrado (1993) in bila nominirana za dva emmyja (1994 ter 1995). Kritik pri reviji Time jo je leta 2007 uvrstil tudi na seznam 100 najboljših televizijskih oddaj vseh časov.

## Predvajanje
Serija se je prvo sezono predvajala na lokalni kabelski televizijski postaji KTMA iz Minnesote. Ustvarjalci so nato odšli k takrat razmeroma novi televizijski mreži Comedy Channel (kasneje preoblikovana v Comedy Central), ki je odkupila pravice za predvajanje in MST3K je postal eden glavnih adutov programa ter razširil format iz 13 na 24 epizod v sezoni. V tem času sta se menjala voditelja, serija pa je dosegala vedno večjo priljubljenost in na Comedy Central so vsako leto za zahvalni dan predvajali celodnevne maratone ponovitev. Odgovorni pri televizijski mreži so kljub temu ukinili serijo v sedmi sezoni po samo 6 epizodah, uradni razlog za kar je bil upad gledanosti. Oboževalci so zato pričeli z množično kampanjo za obnovitev MST3K (vključno s celostranskim oglasom v reviji Daily Variety) in leta 1996 je pravice za predvajanje naposled odkupila postaja Sci-Fi Channel (danes Syfy). Tu se je serija nadaljevala še tri sezone, do leta 1999, ko je bil predvajan finale, ponovitve pa so predvajali še do leta 2004.
Po koncu serije njeni glavni akterji nadaljujejo s podobnimi projekti. Michael J. Nelson in igralca, ki sta posodila glas dvema od robotov, ustvarjajo RiffTrax - avdio posnetke za odjemanje v katerih komentirajo filme (tudi novejše, kot sta Matrica in Terminator 3), Joel Hodgson z nekaterimi ostalimi člani zasedbe pa Cinematic Titanic, po formatu bolj podoben izvirni seriji, vendar na voljo le kot DVD izdaje ter za odjemanje prek svetovnega spleta.